# Jean-Jacques Bougouhi
Jean-Jacques Bougouhi (Bingerville, 12 giugno 1992) è un ex calciatore ivoriano, di ruolo attaccante.

## Carriera
In carriera ha giocato 5 partite di qualificazione per l'Europa League, tutte con lo Širak, mettendo a segno anche tre reti, oltre a 2 presenze nella CAF Champions League con l'ASEC Mimosas.

## Palmarès

### Club

#### Competizioni nazionali
- Campionato ivoriano: 2

ASEC Mimosas: 2009, 2010
- Campionato armeno: 1

Ararat-Armenia: 2018-2019
- Supercoppa d'Armenia: 1

Ararat-Armenia: 2019